# Opan
Opan (Bulgaars: Опан) is een dorp in de Bulgaarse oblast Stara Zagora. Het is het administratieve centrum van de gelijknamige gemeente Opan. Op 31 december 2018 telt het dorp 291 inwoners, terwijl de gemeente Opan, die naast het dorp Opan ook de dertien andere nabijgelegen dorpen omvat, een bevolkingsaantal van 2.469 heeft. Het dorp Opan ligt 26 km ten zuidoosten van het regionale centrum  Stara Zagora.

## Geografie
De gemeente ligt in het zuiden van de oblast Stara Zagora.  De gemeente Opan heeft een oppervlakte van 257 km2.  De grenzen zijn als volgt: in het noordwesten en noorden aan de gemeente  Stara Zagora; in het noordoosten aan gemeente Radnevo; in het oosten aan de gemeente Galabovo; in het zuidoosten aan de gemeente Simeonovgrad en in het zuidwesten aan gemeente Dimitrovgrad.

## Geschiedenis
Het dorp Opan werd in de tweede helft van de 16e eeuw gesticht.  Het dorp werd voor het eerst genoemd in het  Ottomaanse belastingregister van januari 1655. De ligging van het dorp is in het verleden verschillende keren gewijzigd vanwege de frequente  pestepidemieën in de vroege 19e eeuw.

## Bevolking
Het dorp Opan heeft te kampen met een intensieve bevolkingsafname. Tussen 1934 en 2018 nam het inwonersaantal met 81% af (van 1.531 naar 291 personen). 
| Jaar          | 1934   | 1946   | 1956   | 1965   | 1975  | 1985  | 1992  | 2001  | 2011  | 2018  |
| dorp Opan     | 1.531  | 1.510  | 1.376  | 1.081  | 726   | 670   | 567   | 496   | 385   | 291   |
| gemeente Opan | 12.870 | 13.795 | 13.059 | 10.069 | 7.092 | 5.754 | 4.859 | 4.346 | 2.950 | 2.469 |

De bevolking van het dorp is sterk verouderd, aangezien jongeren massaal naar grotere steden vertrekken vanwege gunstigere toekomstperspectieven. 

#### Bevolkingssamenstelling
De optionele volkstelling van 1 februari 2011 werd beantwoord door 2.527 van de 2.950 inwoners. Zo’n 2.443 van de 2.527 respondenten verklaarden etnische Bulgaren te zijn (~96,7%). De grootste minderheid vormden de 72  Roma (~2,8%). In de dorpen  Venets (18 personen, ofwel 18%) en Stoletovo (16 personen, ofwel 17%) woonden procentueel gezien de meeste Roma. Verder werden er slechts 7 Bulgaarse Turken geteld en 5 inwoners hebben liever geen antwoord willen geven. 

#### Religie
De meeste inwoners behoren tot de Bulgaars-Orthodoxe Kerk (90,1%).  Minderheden zijn niet-religieus (3,6%), protestants (0,8%) of moslim (0,6%). De rest van de bevolking heeft liever geen antwoord willen geven op de optionele volkstelling.